# Für alle Fälle Stefanie
Für alle Fälle Stefanie ist eine Krankenhausserie mit Kathrin Waligura in der Titelrolle, die von der Novafilm Fernsehproduktion für Sat.1 produziert wurde.

## Handlung
Die Krankenschwester und Mutter Stefanie Engel arbeitet im Luisen-Krankenhaus in Berlin. Sie ist sehr aufgeschlossen und versucht ihren Mitmenschen zu helfen, wo sie nur kann. Stefanie Engel heiratet in der 51. Folge den Reedereibesitzersohn Adrian Deters, der zuvor das Leben eines Jungen gerettet hat und verlässt darauf das Krankenhaus.
Die Krankenschwester Stephanie Wilde wird ihre Nachfolgerin und wird bald darauf im Krankenhaus genauso beliebt wie ihre Vorgängerin. Als Wilde schwanger wird, verlässt sie ebenfalls das Krankenhaus, um ihren Freund zu heiraten.
Parallel dazu wird die Schwester Fanny Stephan im Krankenhaus aufgenommen, die später nur „Stefanny“ gerufen wird. Nachdem sie von ihrem Freund Dr. Forch betrogen worden ist, verlässt auch sie nach einer Kündigung das Luisen-Krankenhaus.
Daraufhin kommt die Schwester Stephanie Wilde zurück in die Serie. Sie kommt später bei einem Unfall ums Leben.
Auch Stefanie Engel kehrt zurück an das Luisen-Krankenhaus. Sie ist inzwischen Ärztin und muss nun den Alltag als Ärztin meistern.

## Trivia
Zeitleiste
● Hauptrolle, (N) Nebenrolle, (G) Gastrolle
| Rolle Hauptprotagonistin | 1 | 2 | 3 | 4 | 5 | 6   | 7 | 8 | 9 | 10 | 11 |
| ------------------------ | - | - | - | - | - | --- | - | - | - | -- | -- |
| Stefanie Engel           | ● | ● |   |   |   |     |   |   |   |    | ●  |
| Stephanie Wilde          |   | N | ● | ● |   | ●   | ● | ● | ● | ●  |    |
| Fanny Stephan            |   |   |   | ● | ● | (G) |   |   |   |    |    |

- Die Drehbücher zu der Fernsehserie stammen unter anderem von Joachim Friedmann, Rolf Gumlich, Scarlett Kleint und Uwe Petzold.
- Die Musik zur Serie stammt von Günther Fischer.
- Im Planungsstadium wurde der Alternativtitel Stefanie – Schwester mit Herz verwendet. 1998 wurden die ersten Folgen der Serie unter diesem Titel wiederholt.
- Von Oktober 1998 bis März 1999 war Kathrin Waligura ebenfalls als Ärztin in der Titelrolle in der 21-teiligen ZDF-Serie Am liebsten Marlene zu sehen.
- Stefanie – Eine Frau startet durch war ein 23-teiliger Ableger (2003–2004) mit Kathrin Waligura, Jaecki Schwarz, David Bunners, Sven Martinek, Burkhard Schmeer, Lars Steinhöfel und Joy Stenwald. Nach nur einer Staffel wurde sie auf Wunsch des Senders SAT.1 eingestellt.[1]

## Auszeichnungen
- 1996: Bayerischer Fernsehpreis
- 1997: Goldene Kamera

## Medien
Begleitend zur Serie erschienen beim Luebbe Verlagsgruppe die beiden Romane Für alle Fälle Stefanie (1995, ISBN 3-404-12328-X) und Für alle Fälle Stefanie: Liebe auf dem Prüfstand (1996, ISBN 3-404-12565-7).